# Park Narodowy Benue
Park Narodowy Benue (fr. Parc national de la Bénoué; ang. Benue National Park) – park narodowy w Regionie Północnym w Kamerunie, założony w 1968 roku na miejscu wcześniejszego rezerwatu fauny, od 1981 roku wpisany na listę rezerwatów biosfery UNESCO. Jego nazwa pochodzi od przepływającej przez jego obszar rzeki Benue.
Park leży w pasie sawann gwinejskich między miastami Garoua na północy i Ngaoundéré na południu. Dominuje sucha roślinność strefy Sudanu z często występującymi drzewami Anogeissus i Afzeila. Nad brzegami rzeki Benue żyje wiele zagrożonych gatunków zwierząt, m.in. hipopotamy, słonie, likaony, manaty, antylopy oreas, buszboki, lwy, lamparty, koby, topi i bawoły. Do często występujących gatunków ptaków zaliczają się dzierzba rdzawa, astryld czerwonosterny, melba czerwonolica, amarantka cętkowana, turkawka różowobrzucha i gackożer.